# Pembroke (Virginia)
Pembroke es un pueblo situado en el condado de Giles, Virginia  (Estados Unidos). Según el censo de 2010 tenía una población de 2.786 habitantes.

## Demografía
Según el censo del 2000, Pembroke tenía 1.134 habitantes, 491 viviendas, y 317 familias. La densidad de población era de 398 habitantes por km².
De las 491 viviendas en un 27,1%  vivían niños de menos de 18 años, en un 49,1%  vivían parejas casadas, en un 11,4% mujeres solteras, y en un 35,4% no eran unidades familiares. En el 31,6% de las viviendas  vivían personas solas el 15,9% de las cuales correspondía a personas de 65 años o más que vivían solas. El número medio de personas viviendo en cada vivienda era de 2,31 y el número medio de personas que vivían en cada familia era de 2,89.
Por edades la población se repartía de la siguiente manera: un 22,2% tenía menos de 18 años, un 6% entre 18 y 24, un 31,2% entre 25 y 44, un 23,6% de 45 a 60 y un 16,9% 65 años o más.
La edad media era de 38 años.  Por cada 100 mujeres de 18 o más años  había 88,5 hombres.
La renta media por vivienda era de 34.444$ y la renta media por familia de 42.632$. Los hombres tenían una renta media de 27.419$ mientras que las mujeres 22.240$. La renta per cápita de la población era de 16.643$. En torno al 5,3% de las familias y el 6,5% de la población estaban por debajo del umbral de pobreza.

## Localidades adyacentes
El siguiente diagrama muestra a las localidades más próximas a Pembroke.